# Pineapple Express
Pineapple Express is een actiekomedie uit 2008 onder regie van David Gordon Green. James Franco werd voor zijn rol hierin genomineerd voor een Golden Globe voor beste acteur in de categorie 'komedie of musical'. De film zelf werd genomineerd voor de Golden Trailer Award voor beste komedie.

## Verhaal
Dale koopt marihuana van drugsdealer Saul, die als enige in de stad de exclusieve wietsoort Pineapple Express verkoopt. Saul wil bevriend met hem worden, maar Dale ziet alleen een zakelijke relatie tussen hen. Dale wordt getuige van een moord die gepleegd wordt door de corrupte politieagente Carol Brazier en de drugsbaas Ted Jones, die de bron is van de wietsoort Pineapple Express. Dale vlucht als hij ontdekt wordt, maar laat van schrik een joint met Pineapple Express achter, waardoor Jones erachter komt dat hij een klant is van Saul, die immers als enige deze herkenbare soort heeft gekocht. Ze moeten op de vlucht voor hen.

## Rolverdeling
- James Franco - Saul
- Seth Rogen - Dale Denton
- Danny McBride - Red
- Kevin Corrigan - Budlofsky
- Craig Robinson -  Matheson
- Gary Cole - Ted Jones
- Rosie Perez - Carol Brazier
- Ed Begley jr. - Robert
- Amber Heard - Angie Anderson
- Joe Lo Truglio - Mr. Edwards
- Bill Hader  - Private Miller
- James Remar - General Bratt